# Isabelle Lötscher
Isabelle Lötscher (* 20. Mai 2004) ist eine Schweizer Freestyle-Snowboarderin und seit der Saison 2022 Mitglied der Schweizer A-Kader Selektion. Sie bestreitet Wettkämpfe in der Halfpipe.

## Leben & Karriere
Die Absolventin der Talentschule Davos wurde 2021 nach einer äusserst erfolgreichen Saison mit dem Nachwuchsförderpreis "Bündner Schneesport Rookie" ausgezeichnet. Damals entschied sie die Europacup-Gesamtwertung Halfpipe für sich, feierte eine Silbermedaille an der FIS-Junioren-Weltmeisterschaften in Russland und wurde Vize-Schweizermeisterin bei den Elite Halfpipe Wettkämpfen in Laax.
Bei der Teilnahme an den FIS-Junioren-Weltmeisterschaften 2022 in Leysin erreichte sie den 5. Platz. Kurz darauf feierte sie am 20. April 2022 ihren ersten Europacup Sieg in Kitzsteinhorn. In der darauffolgenden Wintersaison 2022/23 folgten die ersten internationalen Einsätze im Weltcup. Die WC-Tour 2022/23 konnte sie mit einem sehr starken 5. Platz in Calgary abschliessen. Bei der WM-Premiere 2023 in Bakuriani schaffte sie den Sprung in die Top 8 und beendete den Wettkampf auf dem 7. Rang.

## Erfolge

### Weltcup
- 5 Platzierungen unter den besten 10

### Weltmeisterschaften
- Bakuriani 2023: 7. Halfpipe
- Engadin 2025: 10. Halfpipe

### Europacup
3 EC-Tour Siege (2021/2022/2024)
3 Siege:
| Datum           | Ort           | Land       | Disziplin |
| --------------- | ------------- | ---------- | --------- |
| 26. Januar 2020 | Crans-Montana | Schweiz    | Halfpipe  |
| 20. April 2022  | Kitzsteinhorn | Österreich | Halfpipe  |
| 19. April 2024  | Kitzsteinhorn | Österreich | Halfpipe  |

### Juniorenweltmeisterschaften
- Krasnojarsk 2021: 2. Halfpipe
- Leysin 2022: 5. Halfpipe

### Olympische Jugend-Winterspiele
- Lausanne 2020: 6. Halfpipe

### Weitere Erfolge
- 15 Podestplätze bei FIS-Wettkämpfen